# 塞內加爾駐外機構列表

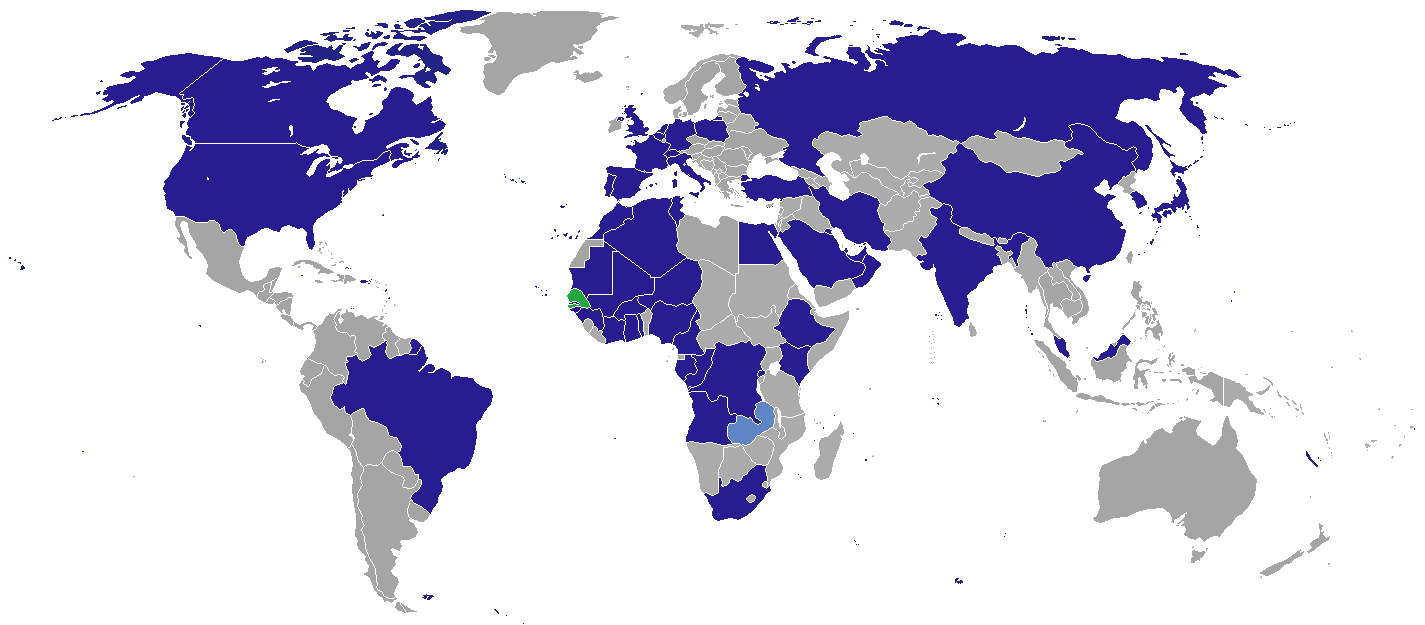
塞內加爾駐外機構分佈圖

本列表列出西非國家塞內加爾在世界各地設立的外交代表機構。

## 非洲
- 阿尔及利亚
  - 阿爾及爾（大使馆）[1]
- 安哥拉
  - 罗安达（大使馆）[2]
- 布吉納法索
  - 瓦加杜古（大使馆）[3]
- 喀麦隆
  - 雅溫得（大使馆）[4]
- - 培亞（大使馆）[5]
- 刚果共和国
  - 布拉柴維爾（大使馆）[6]
- 埃及
  - 開羅（大使馆）[7]
- 衣索比亞
  - 亞的斯亞貝巴（大使馆）
- 加彭
  - 利伯維爾（大使馆）[8]
- - 班竹（大使馆）[9]
- - 阿克拉（大使馆）
- 几内亚
  - 科納克里（大使馆）
- - 比紹（大使馆）
- - 阿必尚（大使馆）[10]
- - 內羅畢（大使馆）
- 利比亞
  - 的黎波里（大使馆）
- - 巴馬科（大使馆）[11]
- 毛里塔尼亚
  - 努瓦克肖特（大使馆）[12]
- 摩洛哥
  - 拉巴特（大使馆）
- 奈及利亞
  - 阿布賈（大使馆）
- 卢旺达
  - 基加利（大使馆）[13]
- 南非
  - 比勒陀利亞（大使馆）[14]
- 多哥
  - 洛美（大使馆）
- 突尼西亞
  - 突尼斯（大使馆）[15]

## 美洲
- 巴西
  - 巴西利亞（大使馆）
- 加拿大
  - 渥太華（大使馆）[16]
- 美国
  - 華盛頓特區（大使馆）[17]

## 亞洲
- 巴林
  - 麥納麥（大使馆）
- 中华人民共和国
  - 北京（大使馆）[18]
  - 广州（总领事馆）[19]
- 印度
  - 新德里（大使馆）
- 伊朗
  - 德黑蘭（大使馆）[20]
- 日本
  - 東京都（大使馆）[21]
- 科威特
  - 科威特城（大使馆）
- 马来西亚
  - 吉隆坡（大使馆）[22]
- 阿曼
  - 馬斯喀特（大使馆）[23]
- - 多哈（大使馆）[24]
- 沙烏地阿拉伯
  - 利雅得（大使馆）
  - 吉达（总领事馆）[25]
- - 首爾（大使馆）[26]
- 土耳其
  - 安卡拉（大使馆）[27]
- 阿联酋
  - 阿布扎比（大使馆）[28]

## 歐洲
- 比利时
  - 布魯塞爾（大使馆）
- 法國
  - 巴黎（大使馆）[29]
- 德国
  - 柏林（大使馆）[30]
- 聖座
  - 羅馬（大使馆）[註 1][31]
- 義大利
  - 羅馬（大使馆）[32]
- 荷蘭
  - 海牙（大使馆）[33]
- 波蘭
  - 華沙（大使馆）[34]
- 葡萄牙
  - 里斯本（大使馆）
- 俄羅斯
  - 莫斯科（大使馆）[35]
- 西班牙
  - 马德里（大使馆）[36]
- 英国
  - 倫敦（大使馆）

## 國際和地區組織
- 联合国
  - 紐約（联合国代表团）
  - 日内瓦（联合国代表团）[37]

## 腳註
1. ↑  位于梵蒂冈城外的罗马